# Live in London (The Beach Boys)
Live in London (conosciuto anche con il titolo Beach Boys '69) è il secondo album live dei The Beach Boys, pubblicato negli Stati Uniti nel 1970.
Questo album è in verità un misto di due concerti svoltisi a Londra: il 12 agosto 1969 all'England's Finsbury Park, e il 1º dicembre 1969 al London's Palladium.
In quel periodo, nei concerti live dei Beach Boys, Brian Wilson (ritiratosi temporaneamente dai tour) era sostituito da Bruce Johnston.
Il disco uscì in America nel 1976. Aveva però il titolo Beach Boys '69.

## Tracce
1. Darlin' (B.Wilson/M.Love) 1
2. Wouldn't It Be Nice (B.Wilson/T.Asher) 2-3
3. Sloop John B. (Trad.Arr/Brian Wilson) 1-2-3
4. California Girls (Brian Wilson) 2
5. Do It Again (B.Wilson/M.Love) 2
6. Wake The World (B.Wilson/A.Jardine) 1-3
7. Aren't You Glad (B.Wilson/M.Love) 1-2-3
8. Bluebirds Over The Mountains (Ersel Hickey) 2
9. Their Hearts Were Full Of Spring (Bobby Troup) 4
10. Good Vibrations (B.Wilson/M.Love) 1-2
11. God Only Knows (B.Wilson/T.Asher) 1
12. Barbara Ann (Fred Fassert) 1-2

### Specifiche esecutori
- 1 con Carl Wilson come voce solista
- 2 con Mike Love come voce solista
- 3 con Al Jardine come voce solista
- 4 Beach Boys a cappella